# Lodowiec Palisade
Lodowiec Palisade położony jest w północno-wschodniej części łańcucha Palisades na terenie rezerwatu John Muir w centralnej części gór Sierra Nevada. Lodowiec schodzi ze zboczy czterech gór o wysokości powyżej 4300 m, z których North Palisade (4341 m) jest trzecim najwyższym szczytem Sierra Nevady. 
Historia cyrku lodowcowego zawierającego lodowiec Palisade obejmuje tysiące lat zlodowacenia. Współczesny lodowiec osiągnął swój maksymalny zasięg w czasie małej epoki lodowcowej, 250 - 170 lat temu (okres znany jako zlodowacenie Matthes w Sierra Nevadzie). Obecnie zajmuje powierzchnię 0,8 km², jego długość wynosi 1,3 km, a szerokość 0,8 km. Leży na wysokości pomiędzy 4100 i 3700 m i porusza się z prędkością 6,1 m/rok, ale jednak cofa się. Lodowiec Palisade jest jednym z kilku lodowców w Kalifornii, które kończą się w jeziorze proglacjanym ograniczonym przez morenę. Jezioro ma kolor turkusowy z powodu zawartości drobnych cząstek lodu zawieszonych w jego wodach. Jeziora Big Pine poniżej lodowca mają też ten sam kolor. Innym zjawiskiem związanym z lodowcem jest młyn lodowcowy, który utworzył się w czasie suszy w 1977 r. oraz bergschrund.

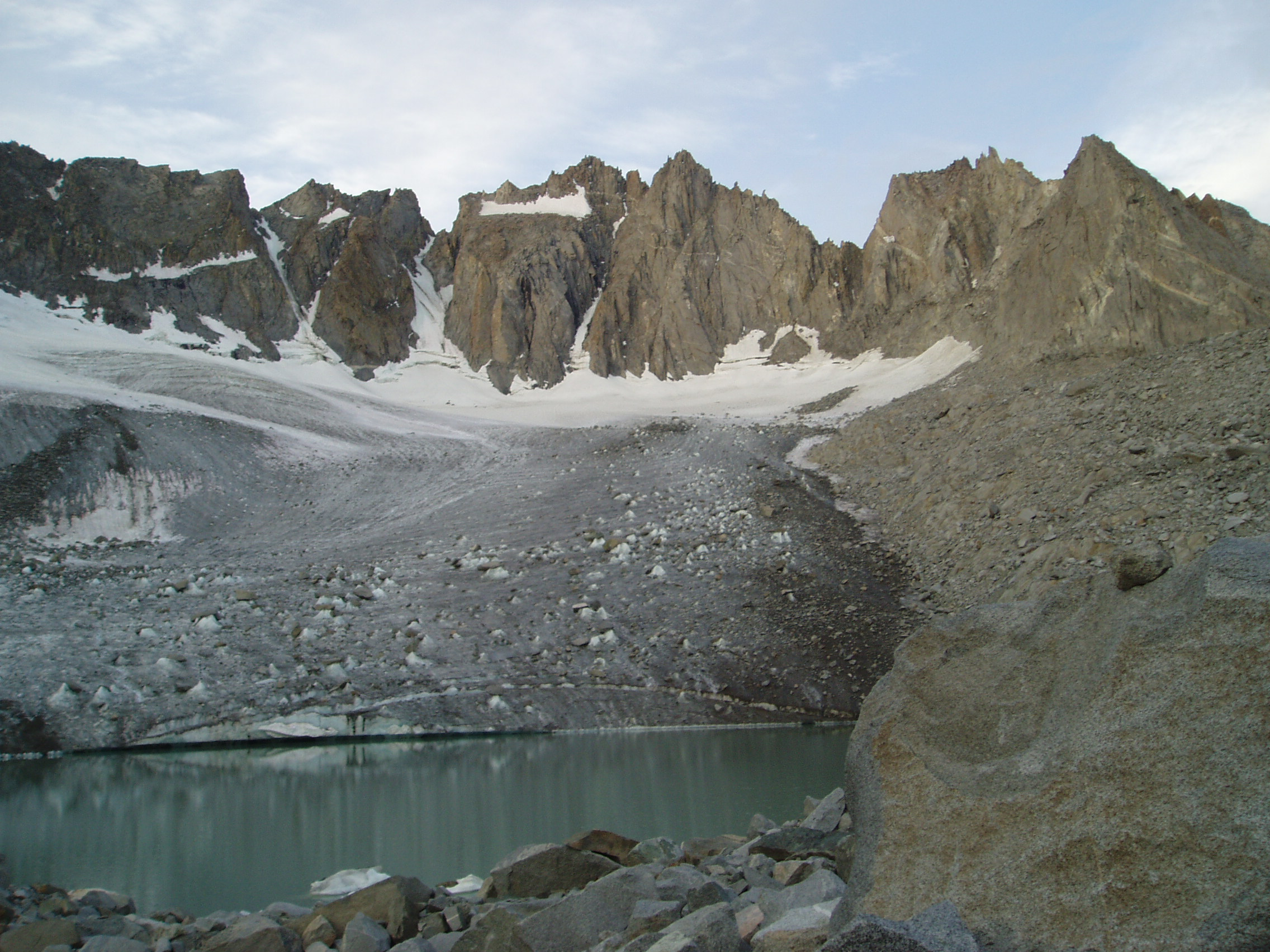
Lodowiec Palisade i towarzyszące mu jezioro proglacjalne